# Atheyna Bylon
Atheyna Bylon (* 6. April 1989 in Panama-Stadt) ist eine panamaische Boxerin. Sie wurde 2014 Weltmeisterin der Amateure im Weltergewicht.

## Werdegang
Atheyna Bylon begann in Panama-Stadt als Jugendliche mit dem Boxen. Über ihre frühe Entwicklung ist bisher nichts bekannt. Die elegante, für ihre Gewichtsklasse eher große Athletin, boxt in der Rechtsauslage. Nachdem sie in die panamaische Nationalpolizei eingetreten war und dort in Ricardo Cordova einen hervorragenden Trainer gefunden hatte, gelang ihr seit Anfang 2013 ein rasanter Aufstieg.
Ihr erster international bemerkenswerter Erfolg gelang ihr im März 2013, als sie bei den 10. Central-Amerikanischen Spielen in San Jose/Costa Rica im Mittelgewicht mit Punktsiegen über Zulema Alvarez, Guayana und Leda Mayorga, Nicaragua, den 1. Platz belegte. Im November 2013 siegte sie auch bei den Central-Amerikanischen Meisterschaften in Managua/Nicaragua, wo sie im Finale des Mittelgewichts wiederum Ledy Mayorga nach Punkten besiegte.
Atheyna Bylon setzte bereits im Februar 2014 ihre Erfolgsserie beim 32. Independence-Cup in Santiago de los Caballero/Dominikanische Republik fort. Sie besiegte dort u. a. Flavia Figueiredo, Brasilien und im Finale Maricel Cruz aus der Dominikanischen Republik. Bei den Südamerikanischen Spielen im März 2014 erreichte sie das Finale, in dem sie aber dieses Mal gegen Flavia Figueiredo nach Punkten verlor.
Im September 2014 startete sie bei der Pan-Amerikanischen Meisterschaft in Guadalajara/Mexiko. Nach einem Punktsieg über Alma Nora Ibarra, Mexiko traf sie dort im Finale auf die erfahrene Ex-Weltmeisterin Ariane Fortin aus Kanada, gegen die sie in einem ausgeglichenen Kampf knapp nach Punkten verlor (1:2 Richterstimmen). Diese knappe Niederlage zeigte ihr, dass sie die Weltspitze der Amateurboxerinnen erreicht hatte. Einen Monat später siegte sie bei der 21. Central-Amerikanischen Meisterschaft in San Jose/Costa Rica. Im Finale besiegte sie dort Emily Jimenez aus Costa Rica durch Tech. K.O. in der 1. Runde.
Durch ihre Erfolge war inzwischen auch der Welt-Box-Verband AIBA auf Atheyna Bylon aufmerksam geworden und sie erhielt von diesem eine Einladung zur Weltmeisterschaft im November 2014 in Jeju/Südkorea. Sie trainierte dafür vom Mittel- in das Weltergewicht ab. Zu Beginn dieser Meisterschaft war sie außerhalb Südamerikas kaum jemandem bekannt. Das änderte sie aber sehr schnell, als sie bei dieser Weltmeisterschaft einen Kampf nach dem anderen gewann. Sie besiegte Neetu Chahal aus Indien, Lauren Price, Wales, Gulizar Kara aus der Türkei, Elena Wystropowa, Aserbaidschan und Saadat Abdulajewa aus Russland jeweils nach Punkten und wurde so sensationellerweise Weltmeisterin.
2014 stieg Bylon wieder ins Mittelgewicht auf und unterlag bei einem Turnier in Sofia Anna Laurell, Schweden, mit 2:1 Punktrichterstimmen. Beim amerikanischen Olympiaqualifikationsturnier 2016 traf Bylon leider bereits im ersten Kampf auf die Weltmeisterin Claressa Shields und verlor (3:0). Im selben Jahr gewann Bylon zwar noch die Silbermedaille der panamerikanischen Meisterschaften, dies war jedoch für die Qualifikation für die Olympischen Spiele 2016 irrelevant. Viel wichtiger waren hierfür die Weltmeisterschaften 2016, bei denen Bylon jedoch bereits im ersten Kampf an Andreia Bandeira, Brasilien (3:0), scheiterte und somit die direkte Qualifikation verpasste. Doch sie hatte Glück: an den panamaischen Verband wurde im Mittelgewicht eine der an kleine Verbände zu vergebenen Olympia-Wildcards vergeben, so dass Bylon nun doch an den Olympischen Spielen in Rio de Janeiro teilnehmen konnte. Hier schied sie im Achtelfinale gegen Andreia Bandeira aus.
Während der Eröffnungsfeier der Olympischen Sommerspiele 2020 war sie gemeinsam mit dem Leichtathleten Alonso Edward die Fahnenträgerin ihrer Nation. Bei den Olympischen Spielen selbst schied sie im Viertelfinale gegen die spätere Olympiasiegerin Lauren Price aus. Bei den Olympischen Spielen 2024 in Paris gewann sie die Silbermedaille. 

## Internationale Erfolge (bis 2014)
| Jahr | Platz | Wettbewerb                                                                             | Gewichtsklasse | Erfolge |
| 2013 | 1.    | 10. Central-Amerikanische Spiele in San Jose(Costa Rica                                | Mittel         | nach Punktsiegen über Zulema Alvarez, Guayana (18:5) und Leda Myorga, Nicaragua (13:1)                                                                                                |
| 2013 | 1.    | 20. Central-Amerikanische Meisterschaft in Managua/Nicaragua                           | Mittel         | nach Punktsieg im Finale über Ledy Mayorga (3:0 RS) |
| 2013 | 3.    | 17. Bolivarische Spiele in Chiclayo/Peru                                               | Mittel         | nach Punktniederlage im Halbfinale gegen Yenebier Guillen, Dom. Rep. (0:3) |
| 2014 | 1.    | Independence-Cup in Santiago de los Caballeros/Dom. Rep.                               | Mittel         | nach Techn. K.O.-Sieg in der 1. Runde über Estefanie Oquendo, Puerto Rico und Punktsiegen über Flavia Figueiredo, Brasilien (3=0) und Maricel Cruz, Dom. Rep. (3:0)                   |
| 2014 | 2.    | 10. Südamerikanische Spiele in Santiago de Chile                                       | Mittel         | nach Punktsiegen über Lourdes Alonso, Argentinien und Francelin Carmona, Venezuela und einer Punktniederlage gegen Flavia Figueiredo                                                  |
| 2014 | 2.    | Qualif.-Turnier f. die Central-Amerikanischen und Karibischen Spiele in Tijuana/Mexiko | Mittel         | nach Punktsiegen über Adriana Adriano, Mexiko und Jessica Caicedo, Kolumbien (3:0) und einer Punktniederlage gegen Yenebier Guillen                                                   |
| 2014 | 3.    | Pan-Amerikanische Meisterschaft in Guadalajara/Mexiko                                  | Mittel         | nach einem Punktsieg über Alma Nora Ibarra, Mexiko (2:1) und einer Punktniederlage gegen Ariane Fortin, Kanada (1:2)                                                                  |
| 2014 | 3.    | Copa Romana in La Romana/Dom. Rep.                                                     | Mittel         | nach einer Punktniederlage gegen Yenebier Guillen (0:3) |
| 2014 | 1.    | WM in Jeju/Südkorea                                                                    | Welter         | nach Punktsiegen über Neetu Chahal, Indien (3:0), Lauren Price, Wales (2:1), Gulizar Kara, Türkei (3:0), Jelena Wystropowa, Kasachstan (2:1) und Saadat Abdulajewa, Russland (2:1 RS) |

Erläuterungen
- WM = Weltmeisterschaft
- Weltergewicht, Gewichtsklasse bis 69 kg, Mittelgewicht, bis 75 kg Körpergewicht
- RS = Richterstimmen (Ende 2013 wurden die umstrittenen „Punktmaschinen“ von der AIBA abgeschafft)
- Rechtsauslage = Schlaghand ist die linke Hand